# 완주 위봉산성
완주 위봉산성(完州 威鳳山城)은 대한민국 전북특별자치도 완주군 소양면에 있는 조선시대의 성곽이다. 2006년 4월 6일 대한민국의 사적 제471호로 지정되었다.

## 개요
조선 후기 변란을 대비하여 주민들을 대피 시켜 보호할 목적으로 험준한 지형을 이용하여 숙종 원년(1675)~숙종 8년(1682)에 쌓은 포곡식 산성이다.
성벽 둘레는 약 8,539m, 성벽 높이는 1.8~2.6m 이고 관련 시설물로는 성문 4개소, 암문지 6개소, 장대 2개소, 포루지 13개소, 추정 건물지 15개소, 수구지 1개소가 확인되었다.
일부 성벽을 제외하고는 성벽 및 성문, 포루, 여장, 총안, 암문 등이 잘 보존되어 있으며, 다른 산성과는 달리 군사적 목적뿐만이 아니라 유사시 태조 이성계의 영정을 모시기 위한 행궁을 성 내부에 두는 등 조선 후기 성곽 연구에 귀중한 자료가 되고 있다.

## 위봉폭포

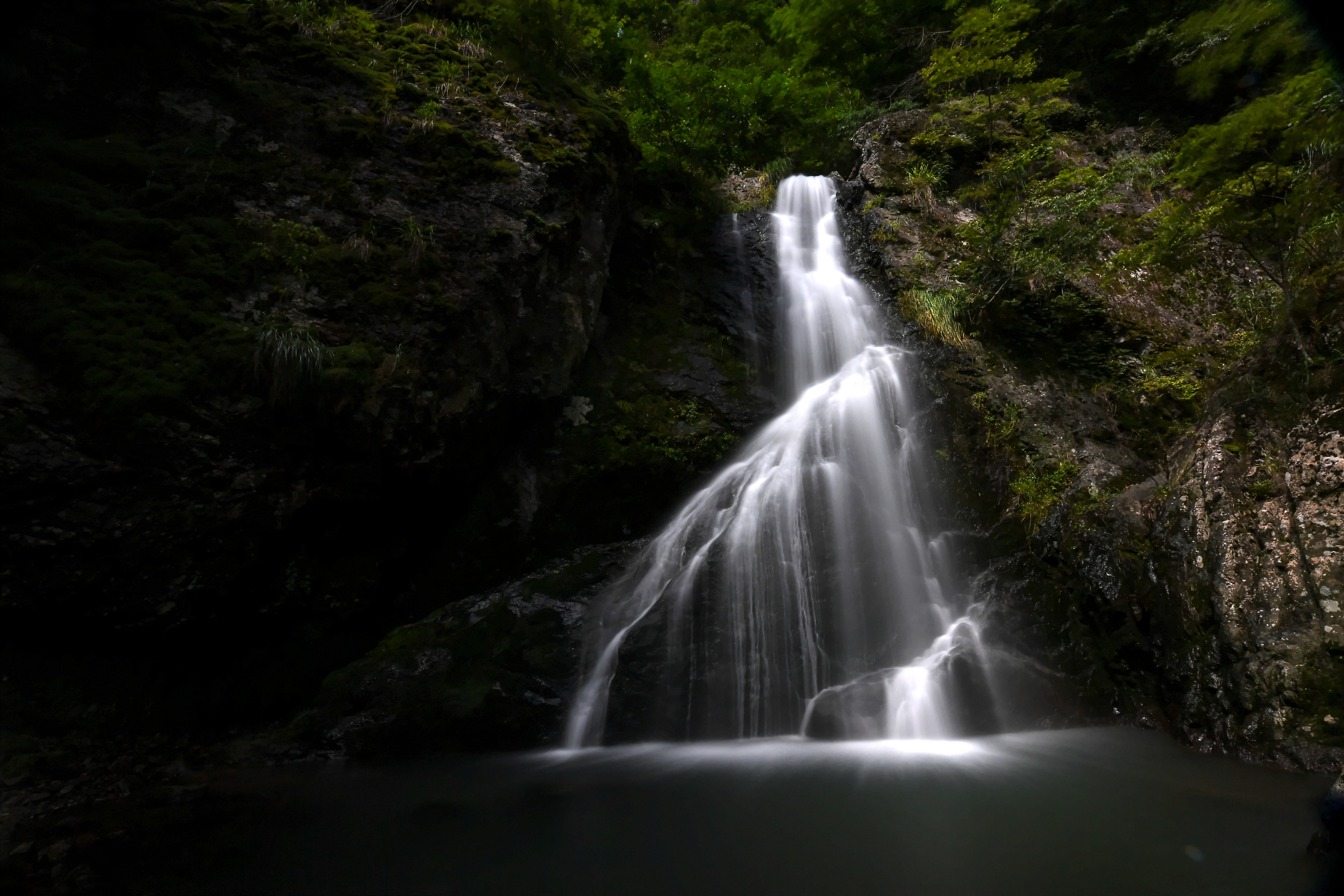
위봉폭포의 물줄기

위봉폭포는 완산팔경의 하나로, 폭포를 중심으로 주변의 산세가 깊고 기암괴석과 식생이 잘 어우러져 사계절 경관이 수려하다는 평가를 받는다. 높이 60m의 2단 폭포로 주변의 기암괴석과 울창한 물줄기, 깊은 계곡의 경치로 찬사를 받는다. 판소리 8명창 가운데 한 명인 권삼득이 수련했던 곳으로, 산림과 우리의 소리가 어우러진 곳이다. 2016년 1월 5일 산림청장이 국가산림문화자산 제2015-0007호로 지정하였다. 2021년 6월 9일에는 문화재청에 의해 대한민국의 명승으로 지정되었다.

## 현지 안내문
이 산성은 조선 숙종 원년(1675)에 쌓은 것으로, 둘레가 약 16km에 이르는 대단한 규모이다. 유사시에 전주 경기전과 조경묘에 있던 태조의 초상화와 그의 조상을 상징하는 나무 패를 피난시키기 위해 이 성을 쌓았다. 실제 동학농민봉기로 전주가 함락되었을 때 초상화와 나무 패를 이곳으로 가져왔다.
성안에는 초상화와 위패를 모실 소형 궁전을 두었으나 오래 전에 헐려 없어졌다. 성의 동.서.북쪽에 각각 문을 냈는데, 지금은 전주로 통하는 서쪽에 반월형 문 하나만이 남아있다. 성안에는 위봉사와 전주 팔경의 하나인 위봉폭포가 자리하고 있다.

## 참고 자료
- 완주 위봉산성 - 국가유산청 국가유산포털
- 이 문서에는 문화재청에서 공공누리 제1유형으로 배포된 자료를 바탕으로 한 내용이 포함되어 있습니다.